# Leichtathletik-Europacup 2004
| 25. Leichtathletik-Europacup                                | 25. Leichtathletik-Europacup | 25. Leichtathletik-Europacup | 25. Leichtathletik-Europacup | 25. Leichtathletik-Europacup | 25. Leichtathletik-Europacup |
| ----------------------------------------------------------- | ---------------------------- | ---------------------------- | ---------------------------- | ---------------------------- | ---------------------------- |
|                                                             |                              |                              |                              |                              |                              |
| Resultate Superliga (Endstand nach 40 Entscheidungen)       |                              |                              |                              |                              |                              |
| Bydgoszcz Zdzisław-Krzyszkowiak-Stadion – 19./20. Juni 2004 |                              |                              |                              |                              |                              |
| Frauen                                                      | Frauen                       | Frauen                       | Männer                       | Männer                       | Männer                       |
| Platz                                                       | Land                         | Punkte                       | Platz                        | Land                         | Punkte                       |
| 1                                                           | Russland                     | 142,0                        | 1                            | Deutschland                  | 107,5                        |
| 2                                                           | Ukraine                      | 097,0                        | 2                            | Frankreich                   | 105,0                        |
| 3                                                           | Frankreich                   | 092,5                        | 3                            | Polen                        | 104,0                        |
| 4                                                           | Deutschland                  | 092,0                        | 4                            | Großbritannien               | 102,5                        |
| 5                                                           | Polen                        | 086,5                        | 5                            | Russland                     | 099,0                        |
| 6                                                           | Griechenland                 | 079,0                        | 6                            | Italien                      | 072,0                        |
| 7                                                           | Spanien                      | 066,0                        | 7                            | Schweden                     | 067,0                        |
| 8                                                           | Großbritannien               | 062,0                        | 8                            | Niederlande                  | 062,0                        |
| ← Florenz 2003                                              | ← Florenz 2003               | ← Florenz 2003               | Florenz 2005 →               | Florenz 2005 →               | Florenz 2005 →               |
|  abgestiegen in die 1. Liga des nächsten Europacups         |                              |                              |                              |                              |                              |

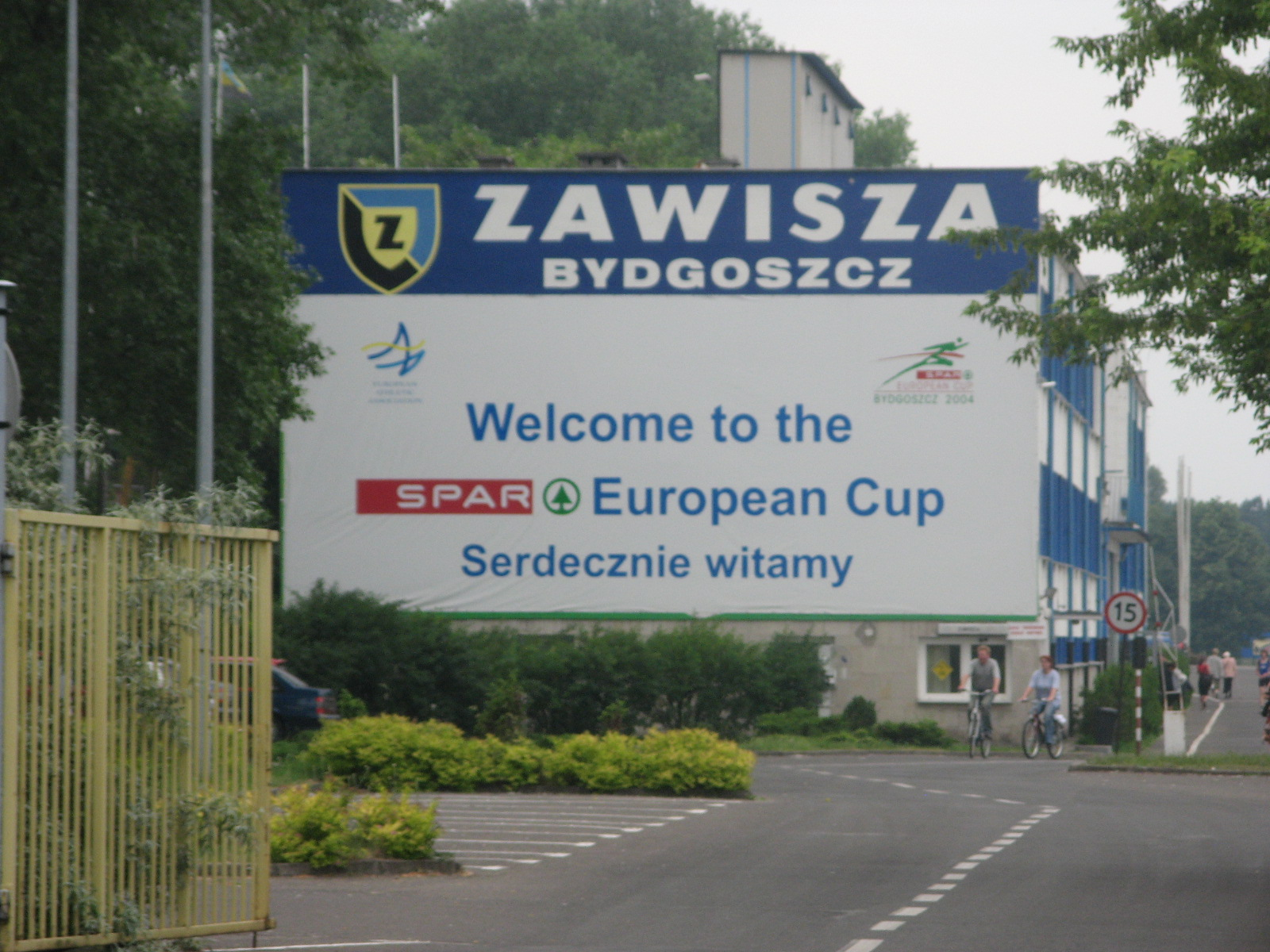
Willkommensschild in Bydgoszcz zum Leichtathletik-Europa-Cup 2004

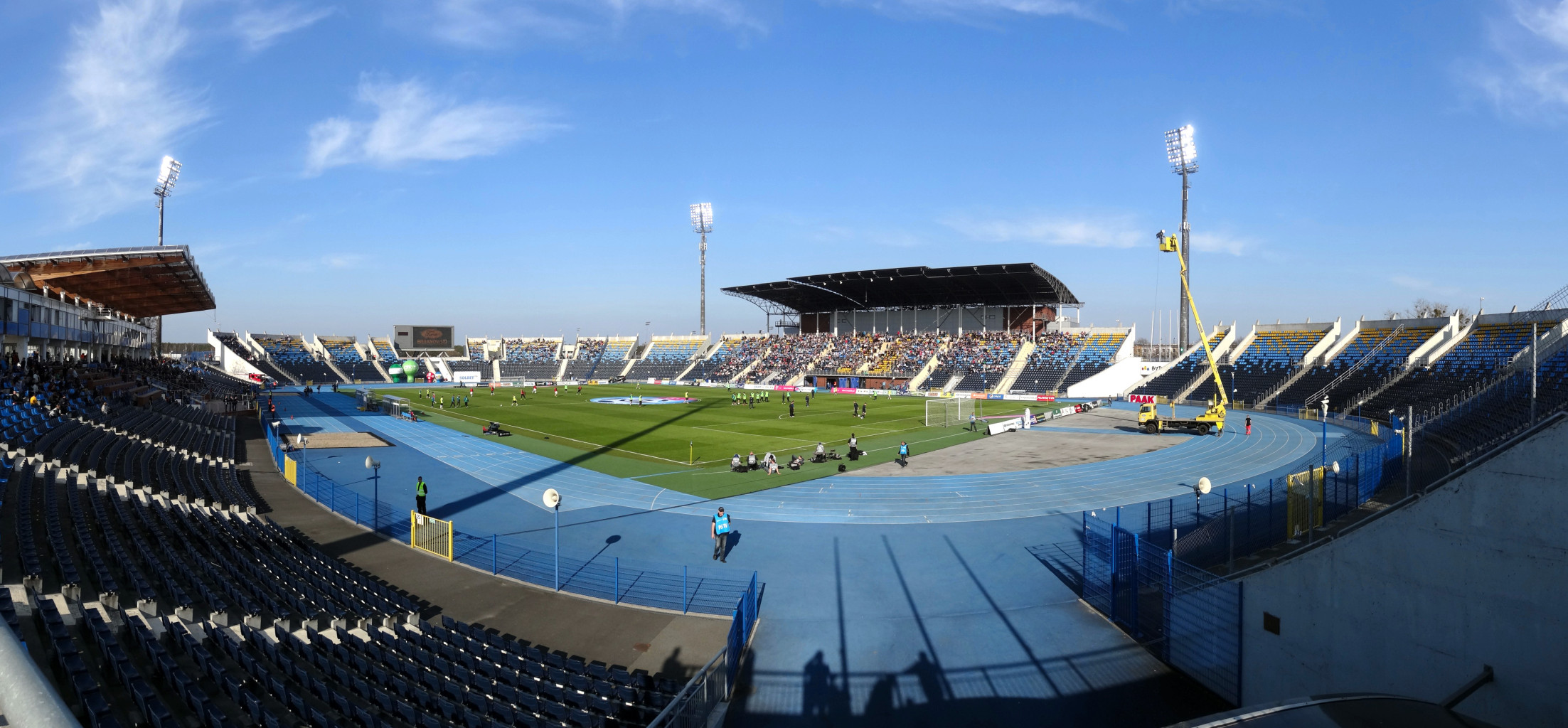
Das Zdzisław-Krzyszkowiak-Stadion – hier im Jahr 2014

Das 25. Leichtathletik-Europacup-Superliga-Finale fand am 19. und 20. Juni 2004 im Zdzisław-Krzyszkowiak-Stadion von Bydgoszcz (Polen) statt und umfasste vierzig Disziplinen (20 Männer, 20 Frauen).

## Modus
Auch die diesjährige Austragung fand nach den im Europacup 1983 erstmals gültigen Regeln statt. Das höchste Niveau des Cups wurde als Superliga bezeichnet. Die einen Rang unter der Superliga platzierten Nationen trugen ihre Wettbewerbe in der 1. Liga aus, die in zwei Gruppen unterteilt war. Die 2. Liga war wie schon in den Vorjahren ebenfalls in zwei Gruppen aufgeteilt.
Die Wettbewerbe der Superliga wurden am Samstag, 19. und Sonntag, 20. Juni ausgetragen. In den beiden anderen Ligen fanden die Wettkämpfe an denselben Tagen statt. Das seit 1983 praktizierte System mit Auf- und Absteigern entschied auch weiterhin über die Ligeneinteilungen des nächsten Cups – hier für 2005.
Ab 1994 war der vorher praktizierte Austragungsturnus von zwei Jahren auf ein Jahr verkürzt worden. Dadurch war der Europacup in keinem Jahr mehr der internationale Jahreshöhepunkt. In den ungeraden Jahren wurden Weltmeisterschaften, in den geraden Jahren Europameisterschaften oder Olympische Spiele ausgetragen. Dies führte im Lauf der kommenden Jahre zu einer Abwertung des Cups.
Auch die zur Straffung der Veranstaltung 1997 eingeführte Praxis in den vertikalen Sprungwettbewerben, im Kugelstoßen sowie den Wurfdisziplinen wurde beibehalten. Dort standen den Athleten nicht wie üblich sechs, sondern nur vier Versuche zur Verfügung.

## Der Leichtathletik-Europacup 2004
Im Wettbewerbskatalog gab es nun keine Erweiterungen oder Veränderungen mehr.
Seit 1996 sponserte die Handelskette Spar (Eigenschreibweise: SPAR) den Europacup und blieb der Veranstaltung bis zuletzt erhalten. Dies führte auch zur Umbenennung in SPAR-Europacup.
Die 25. Ausgabe des SPAR-Europapokals zum „Silberjubiläum“ wurde vom neuen EU-Mitglied Polen im 19.000 Zuschauer fassenden Zdzisław-Krzyszkowiak-Stadion in Bydgoszcz ausgerichtet. Im Frauenwettbewerb triumphierten die Russinnen ein weiteres Mal. Für sie war es – die Zeit der Sowjetunion mit einberechnet – der dreizehnte Sieg insgesamt und der achte in Folge. Zwei weitere Siege standen noch bevor. Aufsteiger Ukraine kam auf den zweiten Platz. Spannend verlief der Wettkampf bei den Männern bis zum Schluss. Mit dem Sieg in der abschließenden 4-mal-400-Meter-Staffel zog die vorher zweitplatzierte deutsche Mannschaft noch ganz nach vorn und gewann damit zum ersten Mal seit 1999 den Titel. Knapp dahinter belegte Frankreich den zweiten Platz. Absteiger waren bei den Frauen Spanien und Großbritannien, bei den Männern Schweden und die Niederlande. Für das britische Frauenteam war es der erste Abstieg aus der Super League überhaupt. Das Highlight des Wochenendes setzte die Britin Paula Radcliffe mit ihrem Sololauf über 5000 Meter in 14:29,11 min.

## Deutsche Mannschaft
Das Team des Deutschen Leichtathletik-Verbandes (DLV) setzte sich aus 50 Athleten (25 Frauen und 25 Männer) zusammen.

## Länderwertungen 2.Liga
Die 2. Liga der Männer und Frauen wurde am 19./20. Juni in zwei Gruppen ausgetragen. Die Wettbewerbe der Gruppe 1 fanden in Reykjavík, Island, statt, die der Gruppe 2 in Novi Sad, Serbien und Montenegro. Aus den beiden Gruppen qualifizierten sich die jeweils ersten beiden Teams für die Teilnahme an den beiden Gruppen der 1. Liga des nächsten Europacups.
| Länderwertungen 2. Liga Gruppe 1 in Reykjavík am 19./20. Juni | Länderwertungen 2. Liga Gruppe 1 in Reykjavík am 19./20. Juni | Länderwertungen 2. Liga Gruppe 1 in Reykjavík am 19./20. Juni | Länderwertungen 2. Liga Gruppe 1 in Reykjavík am 19./20. Juni | Länderwertungen 2. Liga Gruppe 1 in Reykjavík am 19./20. Juni | Länderwertungen 2. Liga Gruppe 1 in Reykjavík am 19./20. Juni |
|                                                               | Frauen                                                        | Frauen                                                        |                                                               | Männer                                                        | Männer                                                        |
| Platz                                                         | Land                                                          | Punkte                                                        |                                                               | Land                                                          | Punkte                                                        |
| ------------------------------------------------------------- | ------------------------------------------------------------- | ------------------------------------------------------------- | ------------------------------------------------------------- | ------------------------------------------------------------- | ------------------------------------------------------------- |
| 1                                                             | Schweiz                                                       | 122,0                                                         |                                                               | Schweiz                                                       | 131,0                                                         |
| 2                                                             | Lettland                                                      | 117,0                                                         |                                                               | Österreich                                                    | 121,0                                                         |
| 3                                                             | Österreich                                                    | 114,5                                                         |                                                               | Irland                                                        | 114,0                                                         |
| 4                                                             | Norwegen                                                      | 111,0                                                         |                                                               | Litauen                                                       | 103,0                                                         |
| 5                                                             | Dänemark                                                      | 101,5                                                         |                                                               | Lettland                                                      | 086,0                                                         |
| 6                                                             | Island                                                        | 081,0                                                         |                                                               | Luxemburg                                                     | 057,5                                                         |
| 7                                                             | AASSE                                                         | 038,0                                                         |                                                               | Island                                                        | 053,0                                                         |
| 8                                                             | Luxemburg                                                     | 027,0                                                         |                                                               | AASSE                                                         | 047,5                                                         |

 qualifiziert für die 1. Liga des nächsten Europacups
| Länderwertungen 2. Liga Gruppe 2 in Novi Sad am 19./20. Juni | Länderwertungen 2. Liga Gruppe 2 in Novi Sad am 19./20. Juni | Länderwertungen 2. Liga Gruppe 2 in Novi Sad am 19./20. Juni | Länderwertungen 2. Liga Gruppe 2 in Novi Sad am 19./20. Juni | Länderwertungen 2. Liga Gruppe 2 in Novi Sad am 19./20. Juni | Länderwertungen 2. Liga Gruppe 2 in Novi Sad am 19./20. Juni |
|                                                              | Frauen                                                       | Frauen                                                       |                                                              | Männer                                                       | Männer                                                       |
| Platz                                                        | Land                                                         | Punkte                                                       |                                                              | Land                                                         | Punkte                                                       |
| ------------------------------------------------------------ | ------------------------------------------------------------ | ------------------------------------------------------------ | ------------------------------------------------------------ | ------------------------------------------------------------ | ------------------------------------------------------------ |
| 01                                                           | Estland                                                      | 212,5                                                        |                                                              | Rumänien                                                     | 209,0                                                        |
| 02                                                           | Türkei                                                       | 203,0                                                        |                                                              | Kroatien                                                     | 183,0                                                        |
| 03                                                           | Israel                                                       | 183,0                                                        |                                                              | Türkei                                                       | 175,5                                                        |
| 04                                                           | Kroatien                                                     | 169,0                                                        |                                                              | Zypern                                                       | 164,0                                                        |
| 05                                                           | Zypern                                                       | 151,0                                                        |                                                              | Serbien und Montenegro                                       | 162,0                                                        |
| 06                                                           | Moldau                                                       | 138,0                                                        |                                                              | Moldau                                                       | 121,0                                                        |
| 07                                                           | Georgien                                                     | 098,0                                                        |                                                              | Bosnien und Herzegowina                                      | 114,0                                                        |
| 08                                                           | Bosnien und Herzegowina                                      | 090,0                                                        |                                                              | Aserbaidschan                                                | 106,0                                                        |
| 09                                                           | Armenien                                                     | 088,5                                                        |                                                              | Armenien                                                     | 103,5                                                        |
| 10                                                           | Aserbaidschan                                                | 076,0                                                        |                                                              | Georgien                                                     | 103,0                                                        |
| 11                                                           | Albanien                                                     | 074,0                                                        |                                                              | Albanien                                                     | 075,0                                                        |
| 12                                                           | Nordmazedonien                                               | 015,0                                                        |                                                              | Nordmazedonien                                               | 015,0                                                        |

 qualifiziert für die 1. Liga des nächsten Europacups

## Länderwertungen 1.Liga
Die Wettbewerbe in der 1. Liga wurden für Männer und Frauen gemeinsam am 19. und 20. Juni ausgetragen. Die Teams der Gruppe 1 trafen sich in Plowdiw (Bulgarien), die Gruppe 2 fand in der türkischen Stadt Istanbul statt. Die beiden jeweiligen Gruppenersten qualifizierten sich für die Superliga des kommenden Europacups. In die 2. Liga absteigen mussten die Mannschaften auf den jeweils letzten beiden Plätzen.
| Länderwertungen 1. Liga Gruppe 1 – in Plowdiw am 19./20. Juni | Länderwertungen 1. Liga Gruppe 1 – in Plowdiw am 19./20. Juni | Länderwertungen 1. Liga Gruppe 1 – in Plowdiw am 19./20. Juni | Länderwertungen 1. Liga Gruppe 1 – in Plowdiw am 19./20. Juni | Länderwertungen 1. Liga Gruppe 1 – in Plowdiw am 19./20. Juni | Länderwertungen 1. Liga Gruppe 1 – in Plowdiw am 19./20. Juni |
|                                                               | Frauen                                                        | Frauen                                                        |                                                               | Männer                                                        | Männer                                                        |
| Platz                                                         | Land                                                          | Punkte                                                        |                                                               | Land                                                          | Punkte                                                        |
| ------------------------------------------------------------- | ------------------------------------------------------------- | ------------------------------------------------------------- | ------------------------------------------------------------- | ------------------------------------------------------------- | ------------------------------------------------------------- |
| 1                                                             | Polen                                                         | 125,0                                                         |                                                               | Schweden                                                      | 125                                                           |
| 2                                                             | Finnland                                                      | 104,0                                                         |                                                               | Finnland                                                      | 113                                                           |
| 3                                                             | Schweden                                                      | 104,0                                                         |                                                               | Ungarn                                                        | 104                                                           |
| 4                                                             | Belarus                                                       | 100,0                                                         |                                                               | Belgien                                                       | 089                                                           |
| 5                                                             | Ungarn                                                        | 099,0                                                         |                                                               | Belarus                                                       | 083                                                           |
| 6                                                             | Belgien                                                       | 081,5                                                         |                                                               | Norwegen                                                      | 077                                                           |
| 7                                                             | Irland                                                        | 058,0                                                         |                                                               | Dänemark                                                      | 067                                                           |
| 8                                                             | Litauen                                                       | 047,5                                                         |                                                               | Estland                                                       | 060                                                           |

 qualifiziert für die Superliga des nächsten Europacups

 abgestiegen in die 2. Liga des nächsten Europacups
| Länderwertungen 1. Liga Gruppe 2 – in Istanbul am 19./20. Juni | Länderwertungen 1. Liga Gruppe 2 – in Istanbul am 19./20. Juni | Länderwertungen 1. Liga Gruppe 2 – in Istanbul am 19./20. Juni | Länderwertungen 1. Liga Gruppe 2 – in Istanbul am 19./20. Juni | Länderwertungen 1. Liga Gruppe 2 – in Istanbul am 19./20. Juni | Länderwertungen 1. Liga Gruppe 2 – in Istanbul am 19./20. Juni |
|                                                                | Frauen                                                         | Frauen                                                         |                                                                | Männer                                                         | Männer                                                         |
| Platz                                                          | Land                                                           | Punkte                                                         |                                                                | Land                                                           | Punkte                                                         |
| -------------------------------------------------------------- | -------------------------------------------------------------- | -------------------------------------------------------------- | -------------------------------------------------------------- | -------------------------------------------------------------- | -------------------------------------------------------------- |
| 1                                                              | Ukraine                                                        | 125                                                            |                                                                | Niederlande                                                    | 121,0                                                          |
| 2                                                              | Tschechien                                                     | 104                                                            |                                                                | Ukraine                                                        | 115,0                                                          |
| 3                                                              | Portugal                                                       | 096                                                            |                                                                | Tschechien                                                     | 110,0                                                          |
| 4                                                              | Niederlande                                                    | 092                                                            |                                                                | Portugal                                                       | 100,0                                                          |
| 5                                                              | Bulgarien                                                      | 087                                                            |                                                                | Slowenien                                                      | 082,0                                                          |
| 6                                                              | Slowenien                                                      | 086                                                            |                                                                | Bulgarien                                                      | 067,5                                                          |
| 7                                                              | Slowakei                                                       | 067                                                            |                                                                | Israel                                                         | 063,0                                                          |
| 8                                                              | Serbien und Montenegro                                         | 058                                                            |                                                                | Slowakei                                                       | 060,5                                                          |

 qualifiziert für die Superliga des nächsten Europacups

 abgestiegen in die 2. Liga des nächsten Europacups

## Länderwertungen Superliga
Die Teams auf den jeweils letzten beiden Plätzen stiegen in die 1. Liga des nachfolgenden Europacups ab.
| Länderwertungen Superliga – in Bydgoszcz am 19./20. Juni | Länderwertungen Superliga – in Bydgoszcz am 19./20. Juni | Länderwertungen Superliga – in Bydgoszcz am 19./20. Juni | Länderwertungen Superliga – in Bydgoszcz am 19./20. Juni | Länderwertungen Superliga – in Bydgoszcz am 19./20. Juni | Länderwertungen Superliga – in Bydgoszcz am 19./20. Juni |
|                                                          | Frauen                                                   | Frauen                                                   |                                                          | Männer                                                   | Männer                                                   |
| Platz                                                    | Land                                                     | Punkte                                                   |                                                          | Land                                                     | Punkte                                                   |
| -------------------------------------------------------- | -------------------------------------------------------- | -------------------------------------------------------- | -------------------------------------------------------- | -------------------------------------------------------- | -------------------------------------------------------- |
| 1                                                        | Russland                                                 | 142,0                                                    |                                                          | Deutschland                                              | 107,5                                                    |
| 2                                                        | Ukraine                                                  | 097,0                                                    |                                                          | Frankreich                                               | 105,0                                                    |
| 3                                                        | Frankreich                                               | 092,5                                                    |                                                          | Polen                                                    | 104,0                                                    |
| 4                                                        | Deutschland                                              | 092,0                                                    |                                                          | Großbritannien                                           | 102,5                                                    |
| 5                                                        | Polen                                                    | 086,5                                                    |                                                          | Russland                                                 | 099,0                                                    |
| 6                                                        | Griechenland                                             | 079,0                                                    |                                                          | Italien                                                  | 072,0                                                    |
| 7                                                        | Spanien                                                  | 066,0                                                    |                                                          | Schweden                                                 | 067,0                                                    |
| 8                                                        | Großbritannien                                           | 062,0                                                    |                                                          | Niederlande                                              | 062,0                                                    |

 abgestiegen in die 1. Liga des nächsten Europacups

## Legende
Kurze Übersicht zur Bedeutung der Symbolik – so üblicherweise auch in sonstigen Veröffentlichungen verwendet:
| DNF | nicht im Ziel (did not finish)                               |
| DSQ | disqualifiziert                                              |
| NMH | keine Höhe (No Mark)                                         |
| ogV | ohne gültigen Versuch                                        |
| r   | Wettkampf nicht fortgesetzt (retired)                        |
| x   | ungültig                                                     |
| o   | Höhe übersprungen                                            |
| –   | ausgelassen                                                  |
| w   | Rückenwindunterstützung über dem erlaubten Limit von 2,0 m/s |

## Superliga: Resultate der Einzeldisziplinen

### Männer

#### 100 m
| Platz | Athlet             | Land | Zeit (s) |
| ----- | ------------------ | ---- | -------- |
| 1     | Łukasz Chyła       | POL  | 10,42    |
| 2     | Ronald Pognon      | FRA  | 10,43    |
| 3     | Ronny Ostwald      | GER  | 10,49    |
| 4     | Simone Collio      | ITA  | 10,53    |
| 5     | Andrei Jepischin   | RUS  | 10,62    |
| 6     | Troy Douglas       | NED  | 10,80    |
| 7     | Christofer Sandin  | SWE  | 10,85    |
| DSQ   | Mark Lewis-Francis | GBR  |          |

Datum: 19. Juni
Wind: −3,2 m/s

#### 200 m
| Platz | Athlet            | Land | Zeit (s) |
| ----- | ----------------- | ---- | -------- |
| 1     | Christian Malcolm | GBR  | 20,56    |
| 2     | Johan Wissman     | SWE  | 20,61    |
| 3     | Marco Torrieri    | ITA  | 20,62    |
| 4     | Ronald Pognon     | FRA  | 20,63    |
| 5     | Sebastian Ernst   | GER  | 20,63    |
| 6     | Marcin Urbaś      | POL  | 20,77    |
| 7     | Roman Smirnow     | RUS  | 21,00    |
| 8     | Caimin Douglas    | NED  | 21,11    |

Datum: 20. Juni
Wind: ±0,0 m/s

#### 400 m
| Platz | Athlet               | Land | Zeit (s) |
| ----- | -------------------- | ---- | -------- |
| 1     | Timothy Benjamin     | GBR  | 45,37    |
| 2     | Ingo Schultz         | GER  | 45,50    |
| 3     | Leslie Djhone        | FRA  | 45,73    |
| 4     | Piotr Klimczak       | POL  | 46,04    |
| 5     | Anton Galkin         | RUS  | 46,10    |
| 6     | Andrea Barberi       | ITA  | 46,17    |
| 7     | Jimisola Laursen     | SWE  | 46,50    |
| 8     | Youssef el Rhalfioui | NED  | 46,51    |

Datum: 19. Juni

#### 800 m
| Platz | Athlet           | Land | Zeit (min) |
| ----- | ---------------- | ---- | ---------- |
| 1     | Florent Lacasse  | FRA  | 1:45,19    |
| 2     | René Herms       | GER  | 1:45,27    |
| 3     | Arnoud Okken     | NED  | 1:45,64    |
| 4     | Dmitri Bogdanow  | RUS  | 1:45,99    |
| 5     | Grzegorz Krzosek | POL  | 1:46,42    |
| 6     | Livio Sciandra   | ITA  | 1:46,81    |
| 7     | Rickard Pell     | SWE  | 1:47,21    |
| 8     | James McIlroy    | GBR  | 1:51,13    |

Datum: 20. Juni

#### 1500 m
| Platz | Athlet           | Land | Zeit (min) |
| ----- | ---------------- | ---- | ---------- |
| 1     | Mehdi Baala      | FRA  | 3:49,13    |
| 2     | Michael East     | GBR  | 3:49,53    |
| 3     | Juri Borsakowski | RUS  | 3:50,99    |
| 4     | Marko Koers      | NED  | 3:51,35    |
| 5     | Toni Mohr        | GER  | 3:51,85    |
| 6     | Zbigniew Graczyk | POL  | 3:52,08    |
| 7     | Christian Obrist | ITA  | 3:53,22    |
| 8     | Ahmed Mohamed    | SWE  | 3:53,80    |

Datum: 19. Juni

#### 3000 m
| Platz | Athlet                 | Land | Zeit (min) |
| ----- | ---------------------- | ---- | ---------- |
| 1     | Wolfram Müller         | GER  | 8:04,37    |
| 2     | Gert-Jan Liefers       | NED  | 8:04,41    |
| 3     | Wjatscheslaw Schabunin | RUS  | 8:05,92    |
| 4     | Irba Lakhal            | FRA  | 8:07,25    |
| 5     | Radosław Popławski     | POL  | 8:07,50    |
| 6     | Christopher Thompson   | GBR  | 8:08,16    |
| 7     | Henrik Skoog           | SWE  | 8:08,22    |
| 8     | Massimo Pegoretti      | ITA  | 8:08,52    |

Datum: 20. Juni

#### 5000 m
| Platz | Athlet             | Land | Zeit (min) |
| ----- | ------------------ | ---- | ---------- |
| 1     | John Mayock        | GBR  | 14:44,71   |
| 2     | Sergei Iwanow      | RUS  | 14:44,75   |
| 3     | Mokhtar Benhari    | FRA  | 14:44,78   |
| 4     | Salvatore Vincenti | ITA  | 14:46,96   |
| 5     | Kamiel Maase       | NED  | 14:47,46   |
| 6     | Yared Shegumo      | POL  | 14:48,08   |
| 7     | Thorsten Gombert   | GER  | 14:54,14   |
| 8     | Erik Sjöqvist      | SWE  | 14:57,36   |

Datum: 19. Juni

#### 110 m Hürden
| Platz | Athlet              | Land | Zeit (s) |
| ----- | ------------------- | ---- | -------- |
| 1     | Robert Kronberg     | SWE  | 13,58    |
| 2     | Tomasz Ścigaczewski | POL  | 13,66    |
| 3     | Andrew Turner       | GBR  | 13,68    |
| 4     | Mike Fenner         | GER  | 13,70    |
| 5     | Sébastien Denis     | FRA  | 13,74    |
| 6     | Gregory Sedoc       | NED  | 13,76    |
| 7     | Jewgeni Petschonkin | RUS3 | 13,79    |
| 8     | Andrea Giaconi      | ITA  | 13,83    |

Datum: 20. Juni
Wind: −1,0 m/s

#### 400 m Hürden
| Platz | Athlet                | Land | Zeit (s) |
| ----- | --------------------- | ---- | -------- |
| 1     | Christopher Rawlinson | GBR  | 48,59    |
| 2     | Naman Keïta           | FRA  | 49,04    |
| 3     | Boris Gorban          | RUS  | 49,71    |
| 4     | Thomas Kortbeek       | NED  | 49,82    |
| 5     | Paweł Januszewski     | POL  | 50,07    |
| 6     | Gianni Carabelli      | ITA  | 50,22    |
| 7     | Andreas Wickert       | GER  | 50,82    |
| 8     | Niklas Larsson        | SWE  | 53,14    |

Datum: 19. Juni

#### 3000 m Hindernis
| Platz | Athlet            | Land | Zeit (min) |
| ----- | ----------------- | ---- | ---------- |
| 1     | Bouabdellah Tahri | FRA  | 8:23,40    |
| 2     | Jakub Czaja       | POL  | 8:25,51    |
| 3     | Giuseppe Maffei   | ITA  | 8:27,53    |
| 4     | Mustafa Mohamed   | SWE  | 8:28,23    |
| 5     | Roman Ussow       | RUS  | 8:30,99    |
| 6     | Stephan Hohl      | GER  | 8:32,68    |
| 7     | Joost Blokland    | NED  | 8:40,50    |
| 8     | Jermaine Mays     | GBR  | 9:25,44    |

Datum: 20. Juni

#### 4 × 100 m Staffel
| Platz | Besetzung      | Land                                                                  | Zeit (s) |
| ----- | -------------- | --------------------------------------------------------------------- | -------- |
| 1     | Großbritannien | Christian Malcolm Darren Campbell Chris Lambert Mark Lewis-Francis    | 38,67    |
| 2     | Polen          | Zbigniew Tulin Łukasz Chyła Marcin Jędrusiński Marcin Urbaś           | 38,68    |
| 3     | Deutschland    | Alceander Kosenkow Ronny Oswald Tobias Unger Till Helmke              | 38,76    |
| 4     | Italien        | Marco Torrieri Simone Collio Massimiliano Donati Alessandro Cavallaro | 38,87    |
| 5     | Frankreich     | Eddy De Lépine Ronald Pognon Frédéric Krantz David Alerte             | 38,87    |
| 6     | Russland       | Sergei Bytschkow Alexander Rjabow Roman Smirnow Andrei Jepischin      | 38,95    |
| 7     | Schweden       | Robert Kronberg Christofer Sandin Johan Wissman Johan Engberg         | 39,52    |
| 8     | Niederlande    | Timothy Beck Troy Douglas Guus Hoogmoed Caimin Douglas                | 39,54    |

Datum: 19. Juni

#### 4 × 400 m Staffel
| Platz | Besetzung      | Land                                                                    | Zeit (min) |
| ----- | -------------- | ----------------------------------------------------------------------- | ---------- |
| 1     | Deutschland    | Ingo Schultz Kamghe Gaba Ruwen Faller Bastian Swillims                  | 3:01,78    |
| 2     | Russland       | Anton Galkin Andrei Rudnizki Alexander Ussow Ruslan Maschtschenko       | 3:01,88    |
| 3     | Polen          | Piotr Klimczak Artur Gąsiewski Marcin Marciniszyn Robert Maćkowiak      | 3:02,05    |
| 4     | Frankreich     | Abderrahim El Haouzy Ahmed Douhou Richard Maunier Naman Keïta           | 3:02,09    |
| 5     | Großbritannien | Sean Baldock Timothy Benjamin Christopher Rawlinson Daniel Caines       | 3:02,90    |
| 6     | Schweden       | Thomas Nikitin Jimisola Laursen Johan Wissman Andreas Mokdasi           | 3:03,35    |
| 7     | Niederlande    | Youssef el Rhalfioui Rikkert van Rhee Thomas Kortbeek Robert Lathouwers | 3:06,29    |
| 8     | Italien        | Andrea Barberi Eugenio Mattei Luca Galletti Marco Salvucci              | 3:14,34    |

Datum: 20. Juni

#### Hochsprung
| Platz | Athlet               | Land | Höhe (m) | Versuchsserie (m) | Versuchsserie (m) | Versuchsserie (m) | Versuchsserie (m) | Versuchsserie (m) | Versuchsserie (m) | Versuchsserie (m) | Versuchsserie (m) | Versuchsserie (m) | Versuchsserie (m) |
| Platz | Athlet               | Land | Höhe (m) | 1,95              | 2,05              | 2,11              | 2,16              | 2,20              | 2,24              | 2,27              | 2,30              | 2,32              | 2,34              |
| 1     | Stefan Holm          | SWE  | 2,32     | –                 | –                 | –                 | –                 | o                 | o                 | o                 | o                 | xo                | xxx               |
| 2     | Grzegorz Sposób      | POL  | 2,32     | –                 | –                 | o                 | –                 | o                 | o                 | xo                | o                 | xxo               | xxx               |
| 3     | Roman Fricke         | GER  | 2,27     | –                 | –                 | –                 | xo                | o                 | o                 | o                 | x–                | xx                |                   |
| 4     | Nicola Ciotti        | ITA  | 2,27     | –                 | –                 | –                 | –                 | o                 | xo                | xxo               | xxx               |                   |                   |
| 5     | Dalton Grant         | GBR  | 2,20     | –                 | –                 | o                 | o                 | o                 | xxx               |                   |                   |                   |                   |
| 5     | Wjatscheslaw Woronin | RUS  | 2,20     | –                 | –                 | –                 | –                 | o                 | xxx               |                   |                   |                   |                   |
| 7     | Grégory Gabella      | FRA  | 2,20     | –                 | –                 | –                 | o                 | xo                | xxx               |                   |                   |                   |                   |
| 8     | Joost van Bennekom   | NED  | 2,11     | o                 | o                 | o                 | xxx               |                   |                   |                   |                   |                   |                   |

Datum: 19. Juni

#### Stabhochsprung
| Platz | Athlet                   | Land | Höhe (m) | Versuchsserie (m) | Versuchsserie (m) | Versuchsserie (m) | Versuchsserie (m) | Versuchsserie (m) | Versuchsserie (m) | Versuchsserie (m) | Versuchsserie (m) | Versuchsserie (m) | Versuchsserie (m) |
| Platz | Athlet                   | Land | Höhe (m) | 5,00              | 5,20              | 5,35              | 5,45              | 5,55              | 5,65              | 5,70              | 5,75              | 5,80              | 5,85              |
| 1     | Romain Mesnil            | FRA  | 5,75     | –                 | –                 | o                 | –                 | xo                | xxo               | –                 | xxo               | –                 | xxx               |
| 2     | Patrik Kristiansson      | SWE  | 5,70     | –                 | –                 | –                 | o                 | o                 | o                 | o                 | –                 | xxx               |                   |
| 3     | Lars Börgeling           | GER  | 5,65     | –                 | –                 | –                 | xo                | –                 | o                 | xxx               |                   |                   |                   |
| 3     | Jewgeni Michailitschenko | RUS  | 5,65     | –                 | o                 | o                 | o                 | xo                | o                 | xx–               | x                 |                   |                   |
| 5     | Adam Kolasa              | POL  | 5,65     | –                 | xxo               | o                 | o                 | xo                | xxo               | xxx               |                   |                   |                   |
| 6     | Rens Blom                | NED  | 5,45     | –                 | –                 | –                 | o                 | –                 | xxx               |                   |                   |                   |                   |
| 7     | Tim Thomas               | GBR  | 5,35     | o                 | o                 | xxo               | xxx               |                   |                   |                   |                   |                   |                   |
| 8     | Matteo Rubbiani          | ITA  | 5,20     | o                 | o                 | xxx               |                   |                   |                   |                   |                   |                   |                   |

Datum: 20. Juni

#### Weitsprung
| Platz | Athlet                | Land | Weite (m) | Versuchsserie (m) | Versuchsserie (m) | Versuchsserie (m) | Versuchsserie (m) |
| Platz | Athlet                | Land | Weite (m) | 1. Versuch        | 2. Versuch        | 3. Versuch        | 4. Versuch        |
| 1     | Christopher Tomlinson | GBR  | 8,28 w    | 7,99 w            | 8,03 w            | 8,28 w            | 8,10 w            |
| 2     | Salim Sdiri           | FRA  | 8,2400    | x                 | 8,2400            | x                 | x                 |
| 3     | Witali Schkurlatow    | RUS  | 8,1300    | 8,00 w            | 8,0500            | 8,0000            | 8,1300            |
| 4     | Tomasz Mateusiak      | POL  | 8,02 w    | x                 | 7,8200            | 8,02 w            | x                 |
| 5     | Nils Winter           | GER  | 7,99 w    | 7,85 w            | 7,9000            | 7,99 w            | 6,78 w            |
| 6     | Nicola Trentin        | ITA  | 7,96 w    | x                 | x                 | x                 | 7,96 w            |
| 7     | Jurgen Cools          | NED  | 7,6800    | 7,6800            | 7,65 w            | x                 | x                 |
| 8     | Robert Bagge          | SWE  | 7,3000    | 7,3000            | r                 |                   |                   |

Datum: 19. Juni

#### Dreisprung
| Platz | Athlet              | Land | Weite (m) | Versuchsserie (m) | Versuchsserie (m) | Versuchsserie (m) | Versuchsserie (m) |
| Platz | Athlet              | Land | Weite (m) | 1. Versuch        | 2. Versuch        | 3. Versuch        | 4. Versuch        |
| 1     | Christian Olsson    | SWE  | 17,3000   | 17,07             | x                 | 17,05             | 17,3000           |
| 2     | Daniil Burkenja     | RUS  | 17,2800   | 16,36             | 16,95             | 17,28             | x                 |
| 3     | Phillips Idowu      | GBR  | 17,10 w   | 16,50             | 16,66             | 16,73             | 17,10 w           |
| 4     | Jacek Kazimierowski | POL  | 16,89 w   | 16,17             | 16,47             | x                 | 16,89 w           |
| 5     | Julien Kapek        | FRA  | 16,8600   | x                 | x                 | 16,34             | 16,8600           |
| 6     | Fabrizio Donato     | ITA  | 16,1700   | 16,05             | 16,17             | x                 | 16,1100           |
| 7     | Thomas Moede        | GER  | 15,9500   | 15,73             | 14,30             | 15,95             | 15,9500           |
| 8     | Martijn Delissen    | NED  | 14,6200   | x                 | x                 | x                 | 14,6200           |

Datum: 20. Juni

#### Kugelstoßen
| Platz | Athlet                | Land | Weite (m) | Versuchsserie (m) | Versuchsserie (m) | Versuchsserie (m) | Versuchsserie (m) |
| Platz | Athlet                | Land | Weite (m) | 1. Versuch        | 2. Versuch        | 3. Versuch        | 4. Versuch        |
| 1     | Carl Myerscough       | GBR  | 20,85     | x                 | 19,16             | 20,28             | 20,85             |
| 2     | Rutger Smith          | NED  | 20,56     | 20,56             | x                 | x                 | x                 |
| 3     | Ralf Bartels          | GER  | 20,54     | x                 | x                 | 20,33             | 20,54             |
| 4     | Tomasz Majewski       | POL  | 19,90     | 19,87             | x                 | x                 | 19,90             |
| 5     | Paolo Dal Soglio      | ITA  | 19,84     | 19,84             | x                 | x                 | x                 |
| 6     | Pawel Tschumatschenko | RUS  | 19,47     | x                 | x                 | 19,47             | x                 |
| 7     | Gaëtan Bucki          | FRA  | 18,69     | 18,69             | x                 | 18,23             | 18,29             |
| 8     | Magnus Lohse          | SWE  | 18,17     | x                 | x                 | 18,11             | 18,17             |

Datum: 19. Juni

#### Diskuswurf
| Platz | Athlet                  | Land | Weite (m) | Versuchsserie (m) | Versuchsserie (m) | Versuchsserie (m) | Versuchsserie (m) |
| Platz | Athlet                  | Land | Weite (m) | 1. Versuch        | 2. Versuch        | 3. Versuch        | 4. Versuch        |
| 1     | Michael Möllenbeck      | GER  | 64,42     | 57,26             | 62,52             | 61,15             | 64,42             |
| 2     | Rutger Smith            | NED  | 63,68     | 62,53             | 61,68             | 63,68             | 60,79             |
| 3     | Carl Myerscough         | GBR  | 61,68     | 61,68             | x                 | x                 | 61,19             |
| 4     | Andrzej Krawczyk        | POL  | 60,17     | 59,77             | 57,45             | 60,17             | x                 |
| 5     | Bogdan Pischtschalnikow | RUS  | 59,81     | 58,28             | 58,68             | 56,10             | 59,81             |
| 6     | Diego Fortuna           | ITA  | 59,76     | 58,57             | 59,76             | 58,12             | 59,05             |
| 7     | Jean-Claude Retel       | FRA  | 59,40     | 57,33             | 59,40             | 58,98             | 54,57             |
| 8     | Kristian Pettersson     | SWE  | 54,26     | 54,26             | x                 | 52,18             | 53,35             |

Datum: 20. Juni

#### Hammerwurf
| Platz | Athlet            | Land | Weite (m) | Versuchsserie (m) | Versuchsserie (m) | Versuchsserie (m) | Versuchsserie (m) |
| Platz | Athlet            | Land | Weite (m) | 1. Versuch        | 2. Versuch        | 3. Versuch        | 4. Versuch        |
| 1     | Szymon Ziółkowski | POL  | 77,27     | 77,27             | 77,00             | 75,03             | 76,95             |
| 2     | Markus Esser      | GER  | 76,97     | 73,83             | 75,91             | 76,97             | 74,24             |
| 3     | Nicola Vizzoni    | ITA  | 76,16     | x                 | 74,63             | 76,16             | 74,36             |
| 4     | Sergei Kirmassow  | RUS  | 73,62     | x                 | 73,62             | x                 | x                 |
| 5     | Frédéric Pouzy    | FRA  | 69,78     | 65,65             | 69,78             | 67,73             | 68,67             |
| 6     | Bengt Johansson   | SWE  | 68,98     | 66,61             | 68,97             | 68,53             | 68,98             |
| 7     | Michael Jones     | GBR  | 68,56     | 68,37             | 68,56             | x                 | x                 |
| 8     | Ronald Gram       | NED  | 67,12     | 62,34             | 65,78             | 67,12             | 65,57             |

Datum: 19. Juni

#### Speerwurf
| Platz | Athlet            | Land | Weite (m) | Versuchsserie (m) | Versuchsserie (m) | Versuchsserie (m) | Versuchsserie (m) |
| Platz | Athlet            | Land | Weite (m) | 1. Versuch        | 2. Versuch        | 3. Versuch        | 4. Versuch        |
| 1     | Alexander Iwanow  | RUS  | 82,55     | 82,52             | 80,87             | 82,55             | 79,07             |
| 2     | Peter Esenwein    | GER  | 82,43     | 80,38             | 82,43             | x                 | 78,65             |
| 3     | Francesco Pignata | ITA  | 76,87     | 76,87             | x                 | 68,63             | 71,65             |
| 4     | Nick Nieland      | GBR  | 75,01     | 73,22             | x                 | 75,01             | x                 |
| 5     | Dariusz Trafas    | POL  | 74,86     | 74,17             | x                 | 74,86             | x                 |
| 6     | David Brisseault  | FRA  | 74,37     | 72,05             | 74,37             | 74,07             | 73,87             |
| 7     | Gabriel Wallin    | SWE  | 73,67     | 73,67             | 72,40             | 70,84             | 69,05             |
| 8     | Elliott Thijssen  | NED  | 71,65     | 70,38             | 71,65             | x                 | 67,01             |

Datum: 20. Juni

### Frauen

#### 100 m
| Platz | Athletin         | Land | Zeit (s) |
| ----- | ---------------- | ---- | -------- |
| 1     | Christine Arron  | FRA  | 11,23    |
| 2     | Julija Tabakowa  | RUS  | 11,39    |
| 3     | Glory Alozie     | ESP  | 11,49    |
| 4     | Joice Maduaka    | GBR  | 11,56    |
| 5     | Oksana Kaydasch  | UKR  | 11,65    |
| 6     | Sina Schielke    | GER  | 11,65    |
| 7     | Daria Onyśko     | POL  | 11,75    |
| 8     | Effrosíni Patsoú | GRC  | 11,91    |

Datum: 19. Juni
Wind: −1,9 m/s

#### 200 m
| Platz | Athletin              | Land | Zeit (s) |
| ----- | --------------------- | ---- | -------- |
| 1     | Muriel Hurtis         | FRA  | 22,78    |
| 2     | Natalja Antjuch       | RUS  | 22,83    |
| 3     | Anschela Krawtschenko | UKR  | 23,10    |
| 4     | Sina Schielke         | GER  | 23,22    |
| 5     | Anna Pacholak         | POL  | 23,24    |
| 6     | Olga Kaidantzi        | GRC  | 23,33    |
| 7     | Joice Maduaka         | GBR  | 23,43    |
| 8     | Cristina Sanz         | ESP  | 24,28    |

Datum: 20. Juni
Wind: +0,6 m/s

#### 400 m
| Platz | Athletin           | Land | Zeit (s) |
| ----- | ------------------ | ---- | -------- |
| 1     | Olga Kotljarowa    | RUS  | 50,09    |
| 2     | Antonina Jefremowa | UKR  | 51,79    |
| 3     | Solène Désert      | FRA  | 52,09    |
| 4     | Claudia Marx       | GER  | 52,11    |
| 5     | Donna Fraser       | GBR  | 52,32    |
| 6     | Grażyna Prokopek   | POL  | 52,40    |
| 7     | Hrisa Goudenoudi   | GRC  | 53,04    |
| 8     | Julia Alba         | ESP  | 53,87    |

Datum: 19. Juni

#### 800 m
| Platz | Athletin           | Land | Zeit (min) |
| ----- | ------------------ | ---- | ---------- |
| 1     | Olga Raspopowa     | RUS  | 2:00,24    |
| 2     | Claudia Gesell     | GER  | 2:01,27    |
| 3     | Susan Scott        | GBR  | 2:01,35    |
| 4     | Virginie Fouquet   | FRA  | 2:01,63    |
| 5     | Anna Zagórska      | POL  | 2:02,07    |
| 6     | Esther Desviat     | ESP  | 2:02,22    |
| 7     | Tetjana Petljuk    | UKR  | 2:04,64    |
| 8     | Konstadina Efedaki | GRC  | 2:05,61    |

Datum: 19. Juni

#### 1500 m
| Platz | Athletin           | Land | Zeit (min) |
| ----- | ------------------ | ---- | ---------- |
| 1     | Iris Fuentes-Pila  | ESP  | 4:08,05    |
| 2     | Maria Martins      | FRA  | 4:08,12    |
| 3     | Julija Kosenkowa   | RUS  | 4:08,59    |
| 4     | Natalija Tobias    | UKR  | 4:09,14    |
| 5     | Kathleen Friedrich | GER  | 4:09,48    |
| 6     | Helen Clitheroe    | GBR  | 4:09,97    |
| 7     | Anna Jakubczak     | POL  | 4:11,30    |
| 8     | Pagóna Nika        | GRC  | 4:25,12    |

Datum: 20. Juni

#### 3000 m
| Platz | Athletin              | Land | Zeit (min) |
| ----- | --------------------- | ---- | ---------- |
| 1     | Gulnara Samitowa      | RUS  | 8:49,48    |
| 2     | Lidia Chojecka        | POL  | 8:52,60    |
| 3     | Zulema Fuentes-Pila   | ESP  | 8:59,20    |
| 4     | Margaret Maury        | FRA  | 9:03,30    |
| 5     | Antje Möldner         | GER  | 9:07,51    |
| 6     | Kate Reed             | GBR  | 9:10,95    |
| 7     | Tetjana Holowtschenko | UKR  | 9:17,34    |
| 8     | Pagóna Nika           | GRC  | 9:40,57    |

Datum: 19. Juni

#### 5000 m
| Platz | Athletin              | Land | Zeit (min) |
| ----- | --------------------- | ---- | ---------- |
| 1     | Paula Radcliffe       | GBR  | 14:29,11   |
| 2     | Lilija Schobuchowa    | RUS  | 14:52,19   |
| 3     | Sabrina Mockenhaupt   | GER  | 15:23,50   |
| 4     | Wioletta Janowska     | POL  | 15:24,25   |
| 5     | Christelle Daunay     | FRA  | 15:30,94   |
| 6     | María Cristina Petite | ESP  | 15:36,02   |
| 7     | Maryna Dubrowa        | UKR  | 15:50,31   |
| 8     | Maria Prōtopappa      | GRC  | 16:07,86   |

Datum: 20. Juni

#### 100 m Hürden
| Platz | Athletin             | Land | Zeit (s) |
| ----- | -------------------- | ---- | -------- |
| 1     | Olena Krassowska     | UKR  | 12,78    |
| 2     | Irina Schewtschenko  | RUS  | 12,91    |
| 3     | Glory Alozie         | ESP  | 12,95    |
| 4     | Flora Rentoumi       | GRC  | 12,99    |
| 5     | Aurelia Trywiańska   | POL  | 12,99    |
| 6     | Linda Ferga-Khodadin | FRA  | 13,06    |
| 7     | Kirsten Bolm         | GER  | 13,21    |
| DNF   | Sarah Claxton        | GBR  |          |

Datum: 20. Juni
Wind: −1,0 m/s

#### 400 m Hürden
| Platz | Athletin                 | Land | Zeit (s) |
| ----- | ------------------------ | ---- | -------- |
| 1     | Fani Chalkia             | GRC  | 54,16    |
| 2     | Jekaterina Bikert        | RUS  | 54,60    |
| 3     | Małgorzata Pskit         | POL  | 55,68    |
| 4     | Anja Neupert             | GER  | 55,84    |
| 5     | Cora Olivero             | ESP  | 56,33    |
| 6     | Elizabeth Fairs          | GBR  | 56,73    |
| 7     | Anastassija Rabtschenjuk | UKR  | 56,92    |
| 8     | Corinne Tafflet          | FRA  | 57,05    |

Datum: 19. Juni

#### 3000 m Hindernis
| Platz | Athlet              | Land | Zeit (min) |
| ----- | ------------------- | ---- | ---------- |
| 1     | Élodie Olivarès     | FRA  | 09:41,81   |
| 2     | Ljubow Iwanowa      | RUS  | 09:44,95   |
| 3     | Rosa Morató         | ESP  | 09:51,08   |
| 4     | Justyna Bąk         | POL  | 09:53,08   |
| 5     | Verena Dreier       | GER  | 10:01,85   |
| 6     | Tina Brown          | GBR  | 10:16,19   |
| 7     | Valentyna Gorpynych | UKR  | 10:27,15   |
| 8     | Konstantina Kefala  | GRC  | 10:33,15   |

Datum: 20. Juni

#### 4 × 100 m Staffel
| Platz | Land           | Besetzung                                                                | Zeit (s) |
| ----- | -------------- | ------------------------------------------------------------------------ | -------- |
| 1     | Frankreich     | Véronique Mang Muriel Hurtis Sylviane Félix Christine Arron              | 42,41    |
| 2     | Russland       | Olga Fedorowa Julija Tabakowa Irina Chabarowa Larissa Kruglowa           | 42,93    |
| 3     | Ukraine        | Tatjana Tkalitsch Anschela Krawtschenko Oksana Kaydasch Irina Schepetjuk | 43,43    |
| 4     | Deutschland    | Cathleen Tschirch Sina Schielke Birgit Rockmeier Katja Wakan             | 44,08    |
| 5     | Polen          | Iwona Dorobisz Daria Onyśko Małgorzata Flejszar Dorota Dydo              | 44,62    |
| 6     | Griechenland   | Maria Karastamati Effrosíni Patsoú Olga Kaidantzi Marina Vassarmidou     | 44,80    |
| 7     | Spanien        | Carmen Blay Elena Córcoles Belén Recio Glory Alozie                      | 44,81    |
| 8     | Großbritannien | Susan Deacon Amy Spencer Jeannette Kwakye Joice Maduaka                  | 45,02    |

Datum: 19. Juni

#### 4 × 400 m Staffel
| Platz | Land           | Besetzung                                                                  | Zeit (min) |
| ----- | -------------- | -------------------------------------------------------------------------- | ---------- |
| 1     | Russland       | Julija Guschtschina Natalja Iwanowa Jekaterina Bachwalowa Tatjana Lewina   | 3:26,04    |
| 2     | Ukraine        | Oleksandra Ryschkowa Oksana Iljuschkina Antonina Jefremowa Natalija Pyhyda | 3:26,28    |
| 3     | Griechenland   | Olga Kaidantzi Hrisa Goudenoudi Haríklia Boudá Fani Chalkia                | 3:26,33    |
| 4     | Großbritannien | Christine Ohuruogu Catherine Murphy Helen Karagounis Donna Fraser          | 3:27,22    |
| 5     | Deutschland    | Jana Neubert Ulrike Urbansky Claudia Hoffmann Claudia Marx                 | 3:27,38    |
| 6     | Polen          | Marta Chrust Monika Bejnar Małgorzata Pskit Grażyna Prokopek               | 3:28,10    |
| 7     | Frankreich     | Marie-Louise Bévis Dado Kamissoko Phara Anacharsis Solène Désert           | 3:33,67    |
| 8     | Spanien        | Catalina Oliver Cora Oliveiro Belén Recio Esther Desviat                   | 3:40,47    |

Datum: 20. Juni

#### Hochsprung
| Platz | Athletin             | Land | Höhe (m) | Versuchsserie (m) | Versuchsserie (m) | Versuchsserie (m) | Versuchsserie (m) | Versuchsserie (m) | Versuchsserie (m) | Versuchsserie (m) | Versuchsserie (m) | Versuchsserie (m) | Versuchsserie (m) |
| Platz | Athletin             | Land | Höhe (m) | 1,75              | 1,80              | 1,85              | 1,89              | 1,92              | 1,95              | 2,00              | 2,02              | 2,04              | 2,06              |
| 1     | Jelena Slessarenko   | RUS  | 2,04     | –                 | o                 | o                 | o                 | o                 | o                 | o                 | o                 | o                 | xxx               |
| 2     | Iryna Mychaltschenko | UKR  | 1,92     | –                 | o                 | o                 | xo                | xo                | xxx               |                   |                   |                   |                   |
| 3     | Ariane Friedrich     | GER  | 1,92     | –                 | o                 | o                 | xo                | xxo               | xxx               |                   |                   |                   |                   |
| 4     | Anna Ksok            | POL  | 1,89     | o                 | o                 | o                 | o                 | xxx               |                   |                   |                   |                   |                   |
| 4     | Gaëlle Niaré         | FRA  | 1,89     | o                 | o                 | o                 | o                 | xxx               |                   |                   |                   |                   |                   |
| 6     | Ruth Beitia          | ESP  | 1,85     | –                 | o                 | o                 | xxx               |                   |                   |                   |                   |                   |                   |
| 7     | Niki Mitropoulou     | GRC  | 1,80     | –                 | o                 | xxx               |                   |                   |                   |                   |                   |                   |                   |
| 8     | Natalie Clark        | GBR  | 1,80     | xo                | xxo               | xxx               |                   |                   |                   |                   |                   |                   |                   |

Datum: 20. Juni

#### Stabhochsprung
| Platz | Athletin             | Land | Höhe (m) | Versuchsserie (m) | Versuchsserie (m) | Versuchsserie (m) | Versuchsserie (m) | Versuchsserie (m) | Versuchsserie (m) | Versuchsserie (m) | Versuchsserie (m) |
| Platz | Athletin             | Land | Höhe (m) | 3,70              | 3,90              | 4,05              | 4,20              | 4,30              | 4,40              | 4,50              | 4,60              |
| 1     | Anschela Balachonowa | UKR  | 4,50     | –                 | –                 | –                 | o                 | o                 | o                 | o                 | xxx               |
| 2     | Monika Pyrek         | POL  | 4,40     | –                 | –                 | –                 | o                 | –                 | xo                | xxx               |                   |
| 3     | Tatjana Polnowa      | RUS  | 4,30     | –                 | –                 | –                 | –                 | xo                | xxx               |                   |                   |
| 4     | Georgia Tsiliggiri   | GRC  | 4,30     | –                 | o                 | o                 | xo                | xxo               | xxx               |                   |                   |
| 5     | Vanessa Boslak       | FRA  | 4,20     | –                 | –                 | xo                | o                 | xxx               |                   |                   |                   |
| 6     | Zoe Brown            | GBR  | 3,90     | o                 | o                 | xxx               |                   |                   |                   |                   |                   |
| 7     | Naroa Agirre         | ESP  | 3,90     | xo                | o                 | xxx               |                   |                   |                   |                   |                   |
| NMH   | Carolin Hingst       | GER  | ogV      | –                 | –                 | –                 | xxx               |                   |                   |                   |                   |

Datum: 19. Juni

#### Weitsprung
| Platz | Athletin               | Land | Weite (m) | Versuchsserie (m) | Versuchsserie (m) | Versuchsserie (m) | Versuchsserie (m) |
| Platz | Athletin               | Land | Weite (m) | 1. Versuch        | 2. Versuch        | 3. Versuch        | 4. Versuch        |
| 1     | Irina Simagina         | RUS  | 6,9100    | x                 | 6,9100            | 6,78              | x                 |
| 2     | Kelly Sotherton        | GBR  | 6,6800    | 6,68              | x                 | x                 | x                 |
| 3     | Ioanna Kafetzi         | GRC  | 6,5600    | 6,29              | 6,5500            | 6,56              | x                 |
| 4     | Kateryna Tschernjawska | UKR  | 6,45 w    | 6,34              | 6,45 w            | 6,44              | x                 |
| 5     | Bianca Kappler         | GER  | 6,4300    | 6,19              | 6,4300            | 6,22              | 6,39              |
| 6     | Małgorzata Trybańska   | POL  | 6,4000    | 6,29              | 6,4000            | 6,21              | 6,29              |
| 7     | Christelle Preau       | FRA  | 6,3000    | 6,23              | 6,3000            | 6,12              | 5,82              |
| 8     | Concepción Montaner    | ESP  | 6,3000    | 6,19              | 6,3000            | 6,09              | 5,07              |

Datum: 20. Juni

#### Dreisprung
| Platz | Athletin           | Land | Weite (m) | Versuchsserie (m) | Versuchsserie (m) | Versuchsserie (m) | Versuchsserie (m) |
| Platz | Athletin           | Land | Weite (m) | 1. Versuch        | 2. Versuch        | 3. Versuch        | 4. Versuch        |
| 1     | Anna Pjatych       | RUS  | 14,8500   | 14,5900           | 14,76             | 14,8500           | 14,7300           |
| 2     | Chrysopigi Devetzi | GRC  | 14,81 w   | x                 | 14,65             | 14,81 w           | x                 |
| 3     | Olena Howorowa     | UKR  | 14,7800   | 14,5800           | x                 | x                 | 14,7800           |
| 4     | Carlota Castrejana | ESP  | 14,31 w   | 13,8500           | 14,07             | 14,31 w           | 13,98 w           |
| 5     | Liliana Zagacka    | POL  | 14,0200   | x                 | x                 | 13,8800           | 14,0200           |
| 6     | Aurélie Talbot     | FRA  | 13,6100   | 13,6100           | x                 | 12,3000           | 13,3800           |
| 7     | Silvia Otto        | GER  | 13,3200   | 13,23 w           | x                 | x                 | 13,3200           |
| 8     | Ashia Hansen       | GBR  | 13,3200   | 13,3200           | 13,25             | r                 |                   |

Datum: 19. Juni

#### Kugelstoßen
| Platz | Athletin             | Land | Weite (m) | Versuchsserie (m) | Versuchsserie (m) | Versuchsserie (m) | Versuchsserie (m) |
| Platz | Athletin             | Land | Weite (m) | 1. Versuch        | 2. Versuch        | 3. Versuch        | 4. Versuch        |
| 1     | Olga Rjabinkina      | RUS  | 18,92     | 18,40             | 18,92             | 18,50             | 18,54             |
| 2     | Kalliopi Ouzouni     | GRC  | 18,45     | x                 | 18,45             | x                 | 18,45             |
| 3     | Nadine Kleinert      | GER  | 18,44     | 18,44             | x                 | x                 | 18,12             |
| 4     | Krystyna Zabawska    | POL  | 18,42     | 18,42             | 17,94             | x                 | x                 |
| 5     | Laurence Manfrédi    | FRA  | 18,30     | 18,19             | 18,04             | 17,97             | 18,30             |
| 6     | Tetjana Nasonowa     | UKR  | 17,21     | 17,21             | x                 | 17,12             | x                 |
| 7     | Martína de la Puente | ESP  | 16,77     | 16,75             | 16,77             | x                 | x                 |
| 8     | Joanne Duncan        | GBR  | 15,18     | 13,85             | 15,18             | x                 | x                 |

Datum: 19. Juni

#### Diskuswurf
| Platz | Athletin             | Land | Weite (m) | Versuchsserie (m) | Versuchsserie (m) | Versuchsserie (m) | Versuchsserie (m) |
| Platz | Athletin             | Land | Weite (m) | 1. Versuch        | 2. Versuch        | 3. Versuch        | 4. Versuch        |
| 1     | Ekaterini Vongoli    | GRC  | 64,25     | x                 | x                 | 51,72             | 64,25             |
| 2     | Franka Dietzsch      | GER  | 61,42     | x                 | x                 | 58,45             | 61,42             |
| 3     | Joanna Wiśniewska    | POL  | 60,51     | 59,69             | 60,51             | x                 | 47,69             |
| 4     | Mélina Robert-Michon | FRA  | 60,49     | 58,62             | x                 | x                 | 60,49             |
| 5     | Oxana Jesiptschuk    | RUS  | 57,75     | 57,36             | 54,42             | 53,88             | 57,75             |
| 6     | Philippa Roles       | GBR  | 57,05     | 56,88             | x                 | x                 | 57,05             |
| 7     | Natalja Fokina       | UKR  | 56,98     | x                 | 50,23             | 56,98             | 56,22             |
| 8     | Irache Quintanal     | ESP  | 53,12     | 51,30             | 53,12             | 52,25             | x                 |

Datum: 19. Juni

#### Hammerwurf
| Platz | Athletin                  | Land | Weite (m) | Versuchsserie (m) | Versuchsserie (m) | Versuchsserie (m) | Versuchsserie (m) |
| Platz | Athletin                  | Land | Weite (m) | 1. Versuch        | 2. Versuch        | 3. Versuch        | 4. Versuch        |
| 1     | Iryna Sekatschowa         | UKR  | 71,91     | 69,55             | 69,55             | 71,91             | 70,97             |
| 2     | Olga Sergejewna Kusenkowa | RUS  | 70,89     | 69,63             | 70,77             | 70,39             | 70,89             |
| 3     | Betty Heidler             | GER  | 70,05     | 66,33             | 70,05             | 68,21             | 69,24             |
| 4     | Kamila Skolimowska        | POL  | 69,68     | x                 | 69,68             | x                 | x                 |
| 5     | Manuela Montebrun         | FRA  | 69,37     | 69,37             | 64,49             | 65,87             | 67,69             |
| 6     | Alexandra Papageorgiou    | GRC  | 65,75     | x                 | x                 | x                 | 65,75             |
| 7     | Lorraine Shaw             | GBR  | 65,30     | x                 | 65,30             | 62,24             | x                 |
| 8     | Berta Castells            | ESP  | 64,02     | x                 | x                 | 62,45             | 64,02             |

Datum: 20. Juni

#### Speerwurf
| Platz | Athletin             | Land | Weite (m) | Versuchsserie (m) | Versuchsserie (m) | Versuchsserie (m) | Versuchsserie (m) |
| Platz | Athletin             | Land | Weite (m) | 1. Versuch        | 2. Versuch        | 3. Versuch        | 4. Versuch        |
| 1     | Aggelikí Tsiolakoúdi | GRC  | 62,80     | 62,80             | x                 | x                 | 56,52             |
| 2     | Steffi Nerius        | GER  | 59,42     | 59,42             | 57,94             | 58,33             | 57,30             |
| 3     | Walerija Sabruskowa  | RUS  | 58,88     | 57,03             | 56,28             | 58,88             | 58,07             |
| 4     | Tetjana Ljachowytsch | UKR  | 58,67     | 55,19             | 56,01             | 55,46             | 58,67             |
| 5     | Mercedes Chilla      | ESP  | 56,46     | 55,52             | 55,21             | x                 | 56,46             |
| 6     | Barbara Madejczyk    | POL  | 56,10     | 56,10             | 51,94             | 53,31             | 54,29             |
| 7     | Goldie Sayers        | GBR  | 52,90     | 49,04             | x                 | 47,68             | 52,90             |
| 8     | Nadine Auzeil        | FRA  | 50,22     | 50,22             | 49,07             | 47,64             | x                 |

Datum: 19. Juni

## Videolinks
- 2004 EUROPEAN CUP 4x400m Men, youtube.com, abgerufen am 16. März 2024
- Women's 5000m - 2004 European Cup, youtube.com, abgerufen am 16. März 2024
- 2004 European Cup 4x100m Women, youtube.com, abgerufen am 16. März 2024

## Einzelnachweis
1. ↑  2004 XXV European Cup Bruno Zauli, Einleitung, sport-olympic.gr (englisch), abgerufen am 16. März 2024